# Andreu Muntaner i Darder
Andreu Muntaner i Darder (Palma, Mallorca, 1926 - 10 de febrer de 2023) fou un geòleg, fotògraf, col·leccionista, estudiós i divulgador de la història de la imatge a les Illes Balears.

## Biografia[5]
Fou conegut per ser un pioner en l’estudi del Quaternari, pels seus coneixements en hidrogeologia i també pel seu arxiu fotogràfic de Mallorca i de Palma en particular. Visqué al barri de Santa Catalina a Palma i feu el servei militar a la base d’hidroavions del Port de Pollença. De caràcter autodidacta, destacà en el món de la geologia i la fotografia.

### Geologia
Nebot del també geòleg Bartomeu Darder i Pericàs aprengué geologia a Tarragona amb ell i el seu fill Josep Darder. A finals dels 40 i principis dels 50 va conèixer tota una generació de naturalistes que conformarien el nucli vertebrador de la Societat d’Història Natural de les Balears (SHNB), com ara Guillem Colom, Joan Bauzà, Joan Cuerda, Pere Palau, Josep Maria Palau, Llorenç Garcies, Josep Rosselló, Juan Cañigueral, Arturo Compte o, més endavant, Lluís Gasull. A partir del 1950 emprengué l'estudi del Quaternari a Mallorca. Els seus treballs motivaren que l'Associació Internacional per a l'Estudi del Quaternari (INQUA) inclogués Mallorca entre les excursions del seu cinquè congrés (1957). S'ha dedicat també a la investigació d'aigües subterrànies. Fou ajudant honorari de l'Institut Geològic Lucas Mallada i membre de la secció de les Balears de l'Institut Nacional de Geologia del CSIC.
Fou soci fundador de la SHNB i el seu President d’Honor. A l’Associació de Geòlegs de les Illes Balears és Soci d’Honor, així com també de l’associació Palma XXI. Fou col·laborador de la Gran Enciclopèdia de Mallorca.
Entre d'altres treballs en destaquenː 
- Nota sobre los aluviones de Palma (1954)
- Playas tirrenienses y dunas fósiles del litoral de Paguera y Camp de Mar (1955)
- Hallazgo de un esqueleto de Myotragus Balearicus en una duna cuaternaria de Capdepera (1956)
- Las formaciones cuaternarias de la bahía de Palma (1957)

Va fer feina a GESA durant molts d’anys i això li va oferir l’oportunitat de participar en la construcció dels pantans del Gorg Blau i Cúber. Allà en va fer les fotos aèries i el seguiment de la construcció.
Publicà en col·laboració amb altres autors Livret guide de l'excursion Llevant de Majorque (INQUA, 1957) i participà en l'elaboració de la Història Natural dels Països Catalans (1985).
Té dues espècies d'ammonits dedicadesː Eogaudryceras muntaneri W i Jauberticeras muntaneri W; a més d'una subespècie d'hèlix (Hellicera muntaneri).

### Fotografia
Més enllà de la seva activitat geològica també ha estat un referent com a col·leccionista i fotògraf. Va començar a revelar fotografies a 14 anys, aconseguint acumular unes 50.000 postals de Mallorca dins la seva col·lecció, la qual també conté negatius i positius de vidre, màquines fotogràfiques estereoscòpiques i projectors d'imatge permet resseguir l'evolució de Mallorca des de meitat del segle xix fins als anys 60 del segle xx. Disposa també d'una col·lecció de daguerreotips, material de Charles Clifford que són testimoni de la visita a Palma d'Isabel II i un teleobjetiu fabricat a l'Alemanya russa. Aquest fons documental ha format part d'una exposició homenatge organitzada des del departament de Cultura, Patrimoni i Esports del Consell de Mallorca, a través de l'Arxiu del So i de la Imatge (ASIM).
El 4 d’abril de 2019 es va estrenar un documental sobre Andreu Muntaner a la sala Augusta de Palma. La cinta produïda per La Perifèrica i titulada Andreu Muntaner Darder. De fòssils i fotografies, ha estat dirigida per Albert Herranz i Angel García. El documental està ambientat en quatre llocs diferentsː el far de Portopí, on va cursar els seus primers estudis; el barri palmesà de Santa Catalina, on hi visqué molts d’anys; la base d’hidroavions del Port de Pollença, on va fer el servei militar; i es Carnatge, al litoral de Palma, on va realitzar estudis estratigràfics del Plistocè.